# Sonia Almánzar Acosta
Sonia Almánzar Acosta fue una revolucionaria y humanista dominicana. 

## Biografía
Natural de La Moca hija de Aagraciasta y Don Zar. La mayor de 7 hermanos, era hija de una familia muy rica, la cual tenía a su poder grandes fábricas de ropa y cultivos en la República Dominicana.
Desde pequeña creció en un ambiente racista ya que la mayor parte de su familia lo era y no creían en los derechos de la raza negra. En la mayoría de las propiedades de su familia tenían sirvientes y trabajadores de raza negra los cuales eran muy mal pagados y tratados por la familia. Todo esto provocó un acto de rebeldía en Sonia por lo cual planificó un plan para liberar a todos esos trabajadores mal tratados, una noche le robo una maquinilla a su padre para hacer supuestas cartas de despido para los empleados con el propósito de hacer libres legalmente a los empleados que estaban deseosos de dejar el trabajo pero no se atrevían a decir nada ya que el gran poder social de la familia Almánzar los podría afectar.
Luego de estos hechos en 1961 por lo que se sabe Sonia abandonó su casa al estar en contra de los ideales de su familia, aunque era una joven muy brillante y aplicada lo que se sabe es que no tuvo mucha educación por su falta de voluntad. Durante los meses que estuvo fuera de su casa dormía en las calles, paso la gran parte de su juventud en las partes de pobreza extrema de la República Dominicana, en estos lugares se dio cuenta de las grandes injusticias del gobierno de Rafael Leónidas Trujillo, quien fue asesinado ese mismo año. Luego de unos meses de estar andando por las calles conoció a Polonia Pimentel (1939-1965) la cual le brindó un cuarto en su casa a cambio de que trabajara en la Farmacia de los Pimentel. Sonia aceptó la propuesta, además en la casa vivía el hermano de Polonia llamando Raúl Pimentel el cual luego sería el novio de Sonia. Sonia empezó a trabajar en la farmacia que tenían los hermanos y así lograba ayudar con los gastos de la casa. Además aportaba a los movimientos revolucionarios de la República Dominicana, siendo así Presidenta (1963-1965) del Movimiento Revolucionario Dominicano y vicepresidenta (1963-1969) del Movimiento Reformista Revolucionario. Logró el cariño del pueblo, aunque ella era muy discreta con sus ideales y acciones políticas. 
Fue una de las propulsoras de la Revolución contra el trujillismo que se llevó a cabo desde el 25 de abril hasta el 29 de abril de 1965; se sabe que mató a 5 militares e hirió a más de 30 con bombas Molotov. Esta revolución marcó mucho el sentimiento de Sonia ya que en la noche del 28 de abril de 1965 varios policías nacionales entraron a la fuerza en la residencia de Polonia Pimentel la cual fue tiroteada por los policías esa noche y luego en la mañana en medio de las revueltas de la ciudad un militar del estado disparó 7 veces contra  novio de Sonia, el cual murió media hora después en un hospital cercano. Sonia nunca vio el cadáver de Raúl Pimentel solo recibió una certificación de su muerte. Varios días después de terminada la Revolución Sonia sintió un gran dolor en su genital y acudió rápidamente al doctor y ahí fue donde se dio cuenta de que estaba embarazada hacía dos meses y que había perdido la criatura por tanta actividad física durante la Revolución. Luego de la revolución fue citada a la corte del estado en la capital (Santo Domingo) en la cual fue sin ninguna compañía legal (abogado) el proceso fue muy difícil ya que Sonia no habló en ningún momento ni contestó ninguna pregunta hecha por el juez, luego de varias vistas, no se le pudo probar su culpabilidad por falta de evidencia y testigos. Todo este impacto causó en ella el buscar el consuelo de su familia y apartarse de la toda actividad política, aunque siguió siendo la vicepresidenta del Movimiento Reformista Revolucionario. 
Luego del 1970, se alejó de las protestas políticas sintiéndose abandonada y destruida. Luego en 1986 conoció a quien sería su esposo, con el cual tuvo tres embarazos fallidos debido a problemas con el sistema reproductor, pero no fue hasta 1989 que salió embarazada de su hijo el cual nació en la República Dominicana por deseo de ambos padres. Luego en 1990 se mudó al pueblo de  en la isla hermana de  donde actualmente reside con su esposo e hijo. En 1992 se le diagnosticó a Sonia la enfermedad de bipolaridad la cual irónicamente no le permite recordar mucho su liderato en la causa Revolucionaria y de su vida en el activismo político en la República Dominicana. Se le considera una de las mujeres más radicales de su época.